# Sergej Mikhailovitj af Rusland
Storfyrst Sergej Mikhailovitj af Rusland (russisk: Серге́й Михайлович Рома́нов; tr. Sergey Mikhajlovitj Romanov) (7. oktober 1869 – 18. juli 1918) var en russisk storfyrste og officer, der var søn af storfyrst Mikhail Nikolajevitj af Rusland og prinsesse Cecilie af Baden. Han blev myrdet af bolsjevikkerne under den Russiske Revolution sammen med flere medlemmer af sin familie i 1918.

## Eksterne links
- Wikimedia Commons har flere filer relateret til Sergej Mikhailovitj af Rusland